# (32020) 2000 HZ87
2000 HZ87 (asteroide 32020) é um asteroide da cintura principal. Possui uma excentricidade de 0.17884540 e uma inclinação de 14.01953º.
Este asteroide foi descoberto no dia 27 de abril de 2000 por LINEAR em Socorro.